# Patanjali
Patanjali (Devanagari: पतञ्जलि, IAST: Patañjali, IPA: pɐtɐɲdʑɐli) was een Indiase geleerde en filosoof, wiens naam traditioneel verbonden is met verschillende teksten, waaronder de Yogasoetra's, één van de belangrijkste klassieke werken uit de yogaliteratuur. Het is onduidelijk in welke periode Patanjali geleefd heeft, schattingen lopen uiteen van de 2e eeuw voor Chr. tot de 5e eeuw na Chr. Beschrijvingen van het leven van Patanjali bevatten zowel historische feiten als legendarische en mythologische elementen.

## Werken
Aan Patanjali worden naast de Yogasoetra's nog verschillende andere teksten toegeschreven, waaronder de Mahābhāṣya (2e eeuw voor Chr.), een behandeling van de grammatica van het Sanskriet op basis van de Aṣṭādhyāyī van Pāṇini.

### De Yogasoetra's
De Yogasoetra's, een Sanskriet werk van 195 of 196 soetra's of aforismen, wordt toegeschreven aan Patanjali. Het staat niet vast of Patanjali de auteur van het gehele werk is, of dat het hier om een samenstelling van reeds bestaande teksten gaat, waar hij zijn eigen inzichten aan heeft toegevoegd. Het werk bestaat uit vier hoofdstukken:
- I. Samādhi Pāda (gelukzalige eenwording, unio mystica);
- II. Sādhana Pāda (leer, scholing);
- III. Vibhūti Pāda (buitengewone kennis en vermogens, siddhi's);
- IV. Kaivalya Pāda (bevrijding, eenwording).

In dit uiterst bondige geschrift wordt de filosofie en de techniek van de yoga samengevat.
Het zogenaamde 'achtvoudige yogapad' (ashtanga yoga, zie II.28-29) wordt behandeld in de hoofdstukken II en III en bestaat uit:
1. yama (II.30-39)
2. niyama (II.30-34, 40-45)
3. āsana (II.46-48)
4. prāṇāyāma (II.49-53)
5. pratyāhāra (II.54-55)
6. dhārana
7. dhyāna
8. samādhi (III.1-15)

Het uiteindelijke doel is bevrijding (kaivalya, moksha).